# شهرستان بیرجند
شهرستان بیرجَند یکی از شهرستانهای استان خراسان جنوبی در ایران است. مرکز این شهرستان، شهر بیرجند است.
اکثریت مردم این شهرستان شیعه هستند. و اقلیتی از اهل سنت نیز در شهرستان زندگی می‌کنند.

## موقعیت
این شهرستان از شمال به شهرستان قائنات، از شمال شرق به شهرستان زیرکوه، از شرق به شهرستان‌های درمیان و سربیشه، از جنوب به شهرستان خوسف و از غرب به شهرستان سرایان محدود است.

## جمعیت
این شهرستان، پرجمعیت‌ترین شهرستان خراسان جنوبی است و جمعیت آن بر طبق سرشماری سال ۱۳۹۰، ۲۵۹٬۵۰۶ نفر بوده است.
این جمعیت شامل بخش خوسف هم بوده که با توجه به جدا شدن بخش خوسف و ارتقاء آن به شهرستان، جمعیت محدوده کنونی این شهرستان، (براساس سرشماری۱۳۹۵) ۲۶۱٬۳۲۴ نفر است.
براساس آمار ارائه شده توسط دانشگاه علوم پزشکی بیرجند در سال ۱۳۹۸ جمعیت این شهرستان ۲۸۵٬۸۲۱ نفر است.

## مرکز شهرستان
مرکز این شهرستان، شهر بیرجند است. شهر بیرجند همچنین مرکز استان خراسان جنوبی بوده و بر اساس سرشماری سال ۹۵ جمعیت شهر بیرجند ۲۰۳٬۶۳۶ نفر بوده است.
شهر بیرجند، اولین شهر در ایران است که دارای سازمان آبرسانی بوده و بنگاه آبلوله بیرجند به عنوان اولین سازمان آبرسانی ایران شناخته می‌شود. این شهر همچنین دومین شهری در ایران است که در سال ۱۳۰۲ و پیش از تهران، از لوله‌کشی آب شهری برخوردار گردید.
مدرسه شوکتیه این شهر، سومین مدرسه آموزش به سبک جدید، بعد از دارالفنون و رشدیه تبریز است. به علت موقعیت سیاسی و استراتژیک شهر بیرجند، سومین فرودگاه کشور در سال ۱۳۱۲ پس از قلعه مرغی و بوشهر، در این شهر ساخته شد و تا پیش از جنگ جهانی دوم، دو کنسولگری انگلستان و روسیه در بیرجند، مشغول فعالیت بوده‌اند.

## تقسیمات کشوری
در سال ۱۳۱۶ ه‍. ش، طبق قانون تقسیمات کشوری و تشکیل استان‌ها و شهرستان‌ها، ولایت قاینات «شهرستان بیرجند» نام گرفت و یکی از هفت شهرستان استان نهم (خراسان) شد و شهر بیرجند به عنوان مرکز این شهرستان تعیین گردید.
(شهرستان طبس در سال ۱۳۳۹ به وجود آمد)

شهرستان‌های خراسان در ۱۳۳۵

در سال ۱۳۵۸، بخش قائنات از این شهرستان جدا شد و به صورت شهرستان درآمد. همچنین در سال ۱۳۶۸، بخش نهبندان جدا شده و به شهرستان تبدیل شد. در سال ۱۳۸۱ بخش سربیشه و در سال ۱۳۸۴ بخش درمیان نیز به شهرستان ارتقا یافته و از شهرستان بیرجند جدا شدند. همچنین در آخرین تقسیمات کشوری در سال ۱۳۹۰ بخش خوسف از این شهرستان جدا شد. همچنین در۱۵ اردیبهشت ۱۴۰۰ تاسیس بخش شاخنات به مرکزیت روستای گازار شامل دهستانهای شاخنات و شاخن تصویب شد؛ اما ۱۸ بهمن ۱۴۰۱ این مصوبه به خاطر به حد نصاب نرسیدن جمعیت منطقه باطل گردید.
در حال حاضر این شهرستان دارای ۱ بخش، ۶ دهستان و ۱ نقطهٔ شهری است.
- بخش مرکزی
  - دهستان القورات
  - دهستان باقران
  - دهستان فشارود
  - دهستان کاهشنگ
  - دهستان شاخن
  - دهستان شاخنات

## موقعیت
وسعت این شهرستان ۳٬۹۴۹ کیلومتر مربع و مرکز آن شهر بیرجند می‌باشد که در ۵۹ درجه و ۱۳ دقیقهٔ طول جغرافیایی و ۳۲ درجه و ۵۳ دقیقهٔ عرض جغرافیایی و در ارتفاع ۱٬۴۷۰ متری از سطح دریا قرار گرفته است.
فاصلهٔ شهر بیرجند تا مرکز استان خراسان رضوی ۴۸۱ کیلومتر، تا مرکز استان سیستان و بلوچستان ۴۵۸ کیلومتر و تا مرکز استان کرمان ۵۸۶ کیلومتر می‌باشد.

## طبیعت و آب و هوا
بیرجند، شهرستانی کوهستانی است و در آن کوه‌ها و دره‌های عمیق و حاصلخیزی وجود دارد. کوه‌های عمده شهرستان عبارت‌اند از: رشته کوه باقران در جنوب، کوه شاه مشهور به رشته کوه ناحیه هردنگ در جنوب ماژان و دق اکبر آباد و شمال دشت سرچاه عماری (حاشیه کویر)، رشته کوه مؤمن آباد در شمال سربیشه.
آب و هوای این شهرستان بیابانی و نیمه بیابانی است. در شهرستان بیرجند رودخانه عمده‌ای وجود ندارد و رودها که به «کال» معروف هستند، عموماً فصلی و مسیل می‌باشند.

## نام
نام اصلی این شهرستان، بیرجند است که به صورت‌های برجند، برجن، برکن و بیرگند نیز در نوشته آمده است.
هشت وجه تسمیه برای بیرجند بیان شده است.
- بیرجند یعنی نصف شهر/نیم شهر
- بیرجند یعنی شهر بلند
- بیرجند یعنی شهر چاه
- بیرجند یعنی شهر طوفان
- بیرجند یعنی برزن
- بیرجند یعنی کناره کوه
- بیرجند یعنی شهر بیژن
- بیرجند یعنی یک شهر، یک لشکر

آقای رجبعلی لباف خانیکی در مقاله خود تحت عنوان «تأملی در نام بیرجند»، بیرجند را مرکب از دو جزء «بیر» و «جند» می‌داند. «بیر» در پارسی باستان به معانی رعد و برق، صاعقه و طوفان و «جند» که معرّب «کند» است به زبان فرارودی به معنی مکان و شهر آمده است. با توجه به نام‌های مناطق و شهرها در خراسان بزرگ، مانند تاشکند، خجند، سمرقند و…، این وجه تسمیه درست‌تر به نظر می‌رسد.

## تاریخ

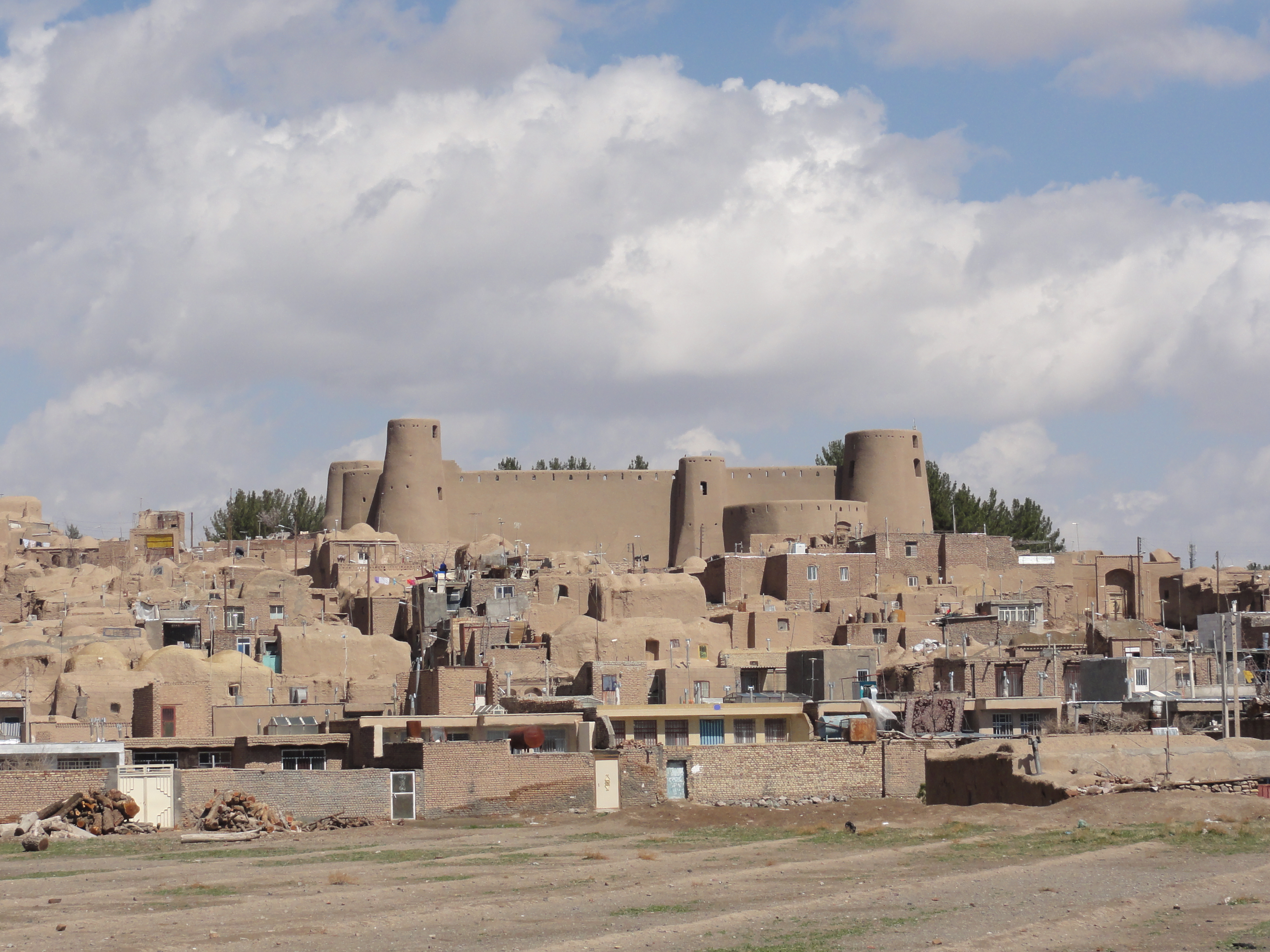
قلعه تاریخی بیرجند

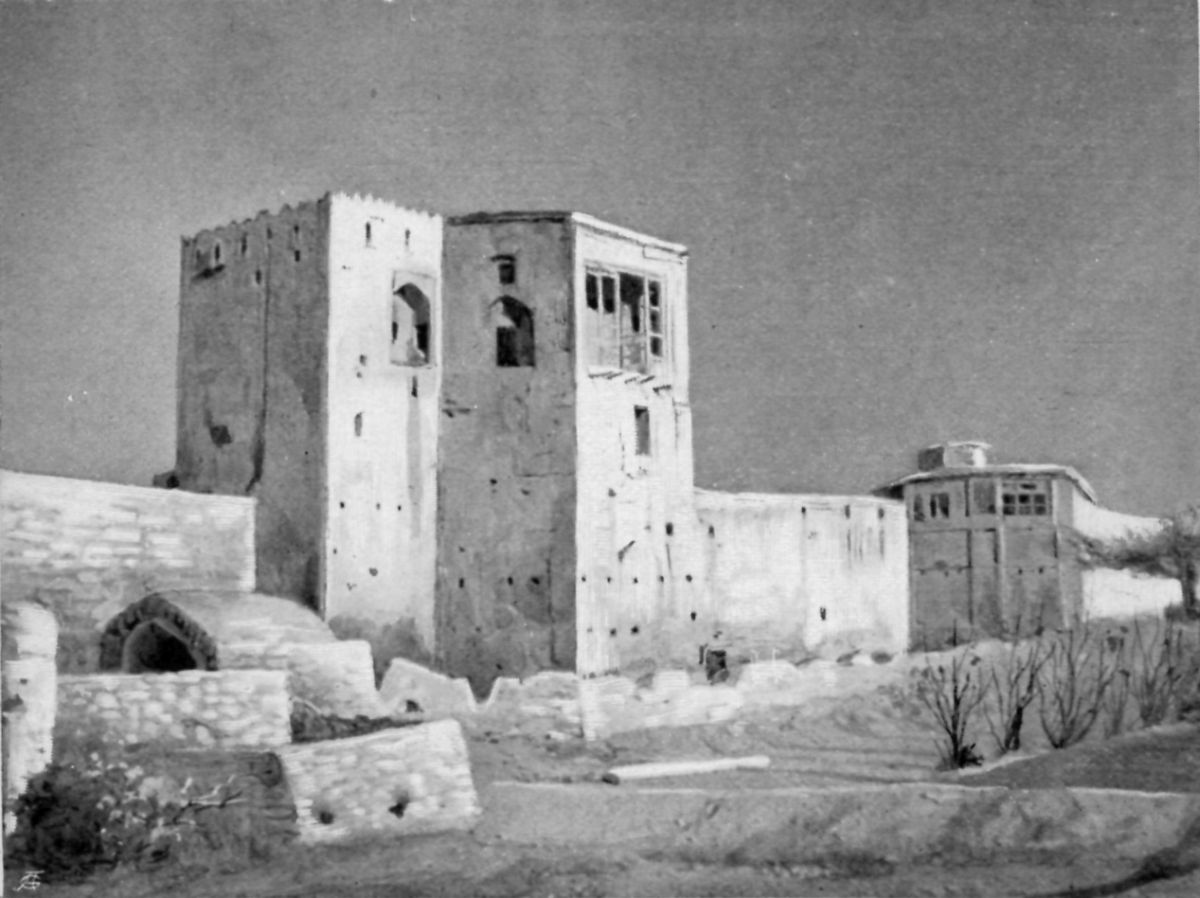
تصویر ارگ بیرجند برگرفته از کتاب ایران در آستانه مشروطیت

علاوه بر نام بیرجند که ساختار آن برگرفته از زبان پهلوی بوده و به دوران پیش از اسلام بازمی‌گردد، بنا به روایتی، بیرجند، احتمالاً در اواخر حکومت ساسانیان و توسط زرتشتیان یزدی و کرمانی به عنوان منزلگاهی در حاشیه کویر و در مسیر عبور از کویر به سمت شمال خراسان بزرگ و ماوراءالنهر بنا شده است.
اشعار حکیم نزاری، وجود محله‌ای به نام گبرآباد در بافت قدیمی شهر، کاوش‌های به عمل آمده از قلاع دختر در «بند دره» و «قلعه دره»، و نیز کتیبه به‌دست آمده از کال جنگال در روستای ریچ از توابع خوسف، «تخته سنگ لاخ مزار» واقع در روستای کوچ، سنگ نگاره و کتیبه‌های پهلوی اشکانی در دره «استاد تنگل» و سنگ نگاره های هردنگ حکایت از قدمت چند هزار سالهٔ بیرجند دارد.
همچنین علاوه بر وجود گورستان‌های زرتشتی‌ها در اغلب روستاها و نیز وجود آتشکدههای سفلی و علیا. که دال بر قدمت تاریخی این منطقه است. نام برخی از روستاهای اطراف شهر بیرجند دارای ریشه پهلوی و اساطیری هستند، مانند: گیو، سهراب، ماژان، سلم آباد، درخش، خراشاد، رودک، دستجرد، چاج، چهکند، کوچ، چنشت، ریچ، جمشیدآباد، شاه زیله و…
کشفیات اخیر باستان‌شناسان در منطقه بیرجند حاکی از این است که نواحی مزبور علاوه بر اینکه محل سکونت یا معبر انسان‌ها در پیش از تاریخ بوده، رد پای قوم ساگارتی یکی از اقوام کوچ‌نشین پارسی را نیز در خود به یادگار گذاشته است که نمونه بارز آن کهن‌ترین اثر کشف شده بیرجند به نام سنگ‌نگار لاخ مزار کوچ می‌باشد که بر آن نقوش پیش از تاریخ، علائم پیکتوگرافی یا تصویری و کتیبه‌های خط عربی نیز به چشم می‌خورد.
در عهد ساسانیان این منطقه ولایتی آباد و دارای روستاهای حاصلخیز بوده است که مردمانی با استعداد و سلحشور داشته و همیشه مایهٔ دل‌گرمی حکومت و منشأ قدرت در این منطقه بوده‌اند که به پشتیبانی آنان پیروزی‌هایی به دست می‌آورده‌اند.
احتمالاً یاقوت حموی اولین جغرافی‌دانی است که از «بیرجند» به عنوان یکی از شهرهای منطقه قهستان یاد کرده است. حمدالله مستوفی «بیرجند» را از شانزده ولایت قهستان و مرکز ولایتی با توابعی چند دانسته که در آن مقدار فراوانی زعفران، انگور، میوه و اندکی غله به دست می‌آمده است.
در نوشته‌های دوره صفویه گفته شده که قهستان ولایتی است با مردمی فهیم و صاحب فراسَت که از آنجا شاعران و نویسندگان و عالمان زیادی برخاسته‌اند. بیرجند دارالملک قهستان بوده و خانه‌های آن بر روی تپه ماهور بنا گردیده است.
در اواخر دوره صفوی و پس از قتل نادر شاه با استقرار خاندان خزیمه، بیرجند مرکز قهستان شد. با زوال دولت صفوی و رسوخ کشورهای اروپای غربی به هند و آسیای شرقی از راه‌های دریایی و زمینی، بیرجند که در مسیر عمده‌ترین راه زمینی این ارتباط قرار داشت محل عبور اغلب سیاحان، جهانگردان یا مأمورانی شد که در نوشته‌های خود اطلاعات فراوانی دربارهٔ شهر و منطقه به جا گذاشته‌اند.
در سال ۱۲۵۴ خورشیدی، مک گرگور دربارهٔ شهر بیرجند مطالبی نوشته و شمار خانه‌های شهر را سه هزار باب ذکر کرده است. در سال ۱۲۷۳ خورشیدی، ادوارد ییت گزارشی دربارهٔ تجارت بیرجند از طریق بندرعباس و نیز جمعیت ۰۰۰ ۲۵ نفری آن داده است.
سرپرسی سایکس در سفر خود به منطقه، از کوه‌های معین‌آباد (ظاهراً همان میناباد)، امیران ناحیه قائنات، محصولات زراعی به ویژه زعفران و زرشک و ابریشم، قالی بافی ساکنان منطقه و مذهب آن‌ها و نیز شهر بیرجند - که آن را متفاوت با سایر شهرهای ایران دانسته - مطالبی آورده است.
لمتون نیز در سال‌های قبل از ۱۳۲۹ خورشیدی به وضع مالکیت اراضی و قناتهای قائنات و نیز نظام‌های آبیاری در آبادی‌های پیرامون بیرجند اشاره کرده است.

## گویش بیرجندی
گویش یا لهجه بیرجندی از گویش‌های فارسی نو است که مانند گویش‌های دیگر به نسبت زبان رسمی کمتر تحول پذیرفته و از این رو بسیاری از ویژگی‌های فارسی کهن را نگه داشته است. محمود رفیعی در مقدمه واژه‌نامه گویش بیرجند می‌نویسد که چون بیرجند در نزدیکی کویر و در منطقه‌ای کوهستانی واقع شده، در گذر تاریخ کمتر مورد تاخت و تاز و هجوم قرار گرفته و در نتیجه گویش آن نیز پاکیزه و دست نخورده باقی مانده است.

## فرهنگ و آموزش
مراکز علمی و فرهنگی جدید از مدارس علمیه نشأت گرفته‌اند و در این میان اهمیت مدرسهٔ معصومیه که سابقهٔ بیش از هزار سال دارد و محل تحصیل اغلب مشاهیر بیرجند بوده قابل ذکر است. هم‌اکنون در شهرستان بیرجند پنج مدرسه علمیه با ظرفیت ۲۰۰ نفر طلبه و بیش از ۷۰۰ مرکز آموزشی وابسته به آموزش و پرورش به فعالیت مشغول‌اند.
مدارس جدید در شهرستان بیرجند زودتر از سایر نقاط کشور تأسیس شد. مدرسهٔ شوکتیه در سال ۱۲۸۴ خورشیدی پس از تأسیس دارالفنون تهران و رشدیه تبریز، به همت امیر شوکت‌الملک علم، حکمران وقت در بیرجند تأسیس شد و به دنبال آن، دبیرستان شوکتیه و مدارس خضری دشت بیاض، نهبندان، سربیشه، خوسف و دبستان دخترانهٔ شوکتی افتتاح گردید.
در شهرستان بیرجند پنج مدرسهٔ علمیه با ظرفیت ۲۰۰ نفر طلبه و بیش از ۷۰۰ مرکز آموزشی وابسته به آموزش و پرورش به فعالیت مشغول‌اند.
آموزش و پرورش بیرجند هم‌اینک با بیش از ۹۰ سال عمر با برکت بیش از یکصد هزار نفر دانش آموز را تحت تعلیم و تربیت دارد. وجود ۴ ادارهٔ مستقل آموزش و پرورش در شهرستان بیرجند با بیش از ۷٬۰۰۰ نفر پرسنل، مرکز آموزش عالی فرهنگیان، مراکز تعلیم و تربیت، پژوهشکدهٔ معلم و … آموزش و پرورش این شهرستان را به قوی‌ترین آموزش و پرورش استان‌های خراسان (پس از مشهد) تبدیل کرده بود.

### آموزش عالی
بیرجند به عنوان قطب دانشگاهی شرق کشور از امکانات آموزش عالی خوبی برخوردار است.
مؤسسهٔ آموزش عالی بیرجند در سال ۱۳۵۴ در مجموعه موقوفات علم، تأسیس شد و دو سال بعد با پذیرش ۱۲۰ دانشجو در رشته‌های ریاضی، فیزیک و شیمی، کار خود را آغاز کرد و اکنون به نام رسمی دانشگاه بیرجند شناخته می‌شود.
در حال حاضر ۱۴ هزار دانشجو در ۱۱ دانشگاه و مرکز آموزش عالی مشغول تحصیل می‌باشند که بالاترین تورم دانشجویی در سطح کشور را به خود اختصاص داده است. بدین معنی که به ازای هر ۹ نفر شهروند بیرجندی یک نفر دانشجو وجود دارد. از جمله مراکز آموزش عالی در بیرجند می‌توان از:
- دانشگاه بیرجند
- دانشگاه علوم پزشکی بیرجند
- دانشگاه صنعتی بیرجند
- دانشگاه فنی و حرفه‌ای ابن حسام
- دانشگاه آزاد اسلامی واحد بیرجند
- دانشگاه پیام نور بیرجند
- دانشگاه جامع علمی کاربردی بیرجند
- مرکز تربیت معلم شهید باهنر
- مرکز تربیت معلم امام سجاد
- مرکز آموزش عالی ضمن خدمت فرهنگیان
- مرکز آموزش مدیریت دولتی
- مرکز آموزش عالی دختران بیرجند (سپیده کاشانی)
- مرکز آموزش سما واحد بیرجند
- دانشگاه غیرانتفاعی هرمزان

نام برد.

## محصولات
زعفران، زرشک، عناب، آلو، فرش و صنایع دستی از بهترین سوغات‌های شهرستان بیرجند می‌باشد.

## اماکن تاریخی
- آب انبار‌ها
- بند دره یکی از جاذبه های گردشگری بیرجند آرامگاه حکیم نزاری
- ارگ کلاه فرنگی
- بند دره
- بند عمرشاه
- عمارت اکبریه
- قلعه بیرجند
- کنسولگری انگلیس (باغ منظریه)
- مدرسه شوکتیه
- مدرسه معصومیه
- مصلی بیرجند
- یخدان رحیم آباد

## اماکن تفریحی
- آبنمای موزیکال
- پارک آزادی
- پارک توحید
- پارک صیاد شیرازی
- موزه بیرجند[۱۴]